# Titerotes de Pierson
Los titerotes de Pierson, también conocidos como titerotes, son una raza extraterrestre presente en la serie de novelas Espacio Conocido de Larry Niven.

## Biología y sociología
Los titerotes son seres de dos patas, con una tercera pata acabada en pezuña y dos cabezas parecidas a las de serpiente en vez de un tronco superior antropomorfo. Sus cabezas son diminutas, con una lengua bífida, labios elásticos con unas protuberancias parecidas a dedos y un ojo por cabeza. Sus cabezas no contienen el cerebro, el cual se aloja en la espalda cubierto bajo una espesa crin, desde donde emergen las cabezas. Usan sus "labios" para manipular objetos, al igual que los humanos usan sus manos. Sus cuerdas vocales están muy evolucionadas, de forma que a oídos humanos su lenguaje parece música orquestal compleja. El sobrenombre "de Pierson" se refiere al nombre del primer hombre que contactó con dicha especie en los albores del siglo XXVI, según la línea temporal del Espacio Conocido.
Según el cuento de Niven "The Soft Weapon", Pierson fue un tripulante en una nave espacial en la época en que se emitía en TV una reposición de estilo camp de la serie Beany and Cecil, en la cual aparecía Cecil, una serpiente marina (un ex-títere). De acuerdo con su aspecto, Pierson describió al extraterrestre que se había encontrado como un titerote, ya que tenía cierto parecido en la cabeza y la espalda con Cecil. Muchos titerotes adoptan nombres correspondientes al de algunos centauros de la mitología griega, como Nessus y Quirón. Dicho nombre solo lo usan cuando se relacionan con los humanos.
Biológicamente, los titerotes son herbívoros muy inteligentes; como animales gregarios, les gusta la compañía (y el olor) de los de su propia especie. Su ciclo reproductivo es inusual. Los titerotes tienen tres sexos, dos de ellos "machos" y uno "hembra", que, excepto sus dos sexos "macho" son equivalentes al macho y la hembra humanos (uno tiene pene, el otro pone huevos), y su "hembra" es un ser no racional en el cual se deposita el óvulo y el esperma de los dos "machos", los cuales parasitan a la "hembra" titerote.
Son una raza tecnológicamente muy avanzada, siglos o milenios por delante de la mayoría de las otras razas de este universo ficticio, incluyendo a los humanos. Como ejemplo, los humanos inventaron un método barato de teletransporte en el siglo XXV, llamado cabina de teletransporte, la cual necesita de un habitáculo cerrado en el origen y en el destino. Los Titerotes usan una versión más avanzada, abierta, en la forma de discos que se colocan en el suelo sin necesidad de cabinas cerradas. Más aún, los Titerotes han transformado su sistema solar original, y otros cuerpos celestes, en una roseta de Klemperer, para evitar catástrofes cósmicas.
Sociológicamente, las características más notables de los Titerotes son su cobardía grupal e individual, su tendencia gregaria y su inquebrantable sentido del honor. Se cree que su instinto de enrollarse cuando perciben algún peligro es consecuencia de su cobardía innata, aunque en realidad es consecuencia de su carácter gregario, y además tienen el instinto de golpear a lo que creen amenazante con su tercera pierna acabada en una pezuña. Otro comportamiento característico es su facilidad para autoinducirse un estado parecido al coma humano, tras enrollarse como bolas. Su cobardía también es visible en su arquitectura y su ingeniería, al diseñar estructuras curvilíneas, sin aristas ni vértices cortantes, que le dan un aspecto "medio fundido" a sus obras, e impiden que algún descuidado pueda dañarse inadvertidamente.
En Mundo Anillo, Nessus explica que su cobardía procede del resultado de un experimento científico que demuestra que no tienen ninguna parte inmortal o "alma", de modo que para ellos la muerte es definitiva y se han entregado totalmente a proteger su vida mediante todo tipo de mecanismos de seguridad.
Un titerote valiente es considerado, inmerecidamente, un "loco" (dice Nessus, el titerote protagonista de Mundo Anillo que la mayoría "suelen ser titerotes cuerdos siempre"), mientras que, en la realidad, la mayoría de titerotes presentan síntomas que los humanos asociarían a enfermedades mentales como el trastorno bipolar, tendencias homicidas, depresión clínica y otras más. Así, se dice en la novela que ningún humano ha conocido nunca a un titerote cuerdo, ya que ningún titerote cuerdo abandonaría jamás la seguridad que les proporciona sus mundos dispuestos en forma de roseta de Klemperer, y los que se arriesgan a salir lo hacen sin disponer de un método indoloro de suicidio, que usarían siempre que las circunstancias lo requirieran.
En algunas ocasiones, un titerote expresará su alegría y regocijo mirándose a él mismo, enfrentando sus dos caras. Esta es la forma, según Niven, que tienen los titerotes de expresar alegría.

## Relaciones diplomáticas con otras especies
Políticamente, los Titerotes son una democracia con dos partidos mayoritarios: los Conservadores y los Experimentalistas. Los Conservadores son los que han estado en el poder la mayor parte del tiempo, mientras que los Experimentalistas solo lo asumen cuando una amenaza externa pone en peligro su seguridad, al considerar que la acción es menos peligrosa que la inacción.
El líder de los Titerotes es el Ser Último, y ya que su máxima preocupación es su propia seguridad, consideran que el Ser Último está tras ellos, protegiéndoles. Un loco y depuesto Ser Último es el que provoca el retorno de Luis Wu al Mundo Anillo en el libro Los Ingenieros de Mundo Anillo.

### Productos Generales
La reputación de honestidad entre los titerotes les ha permitido forjar un imperio comercial conocido como Productos Generales; desde la Edad de Bronce humana, los Titerotes han dirigido los destinos de este imperio comercial, incluyendo a cada especie presente en la esfera de 60 años-luz conocida como Espacio Conocido. Uno de los productos más importantes con los que comercian son los fuselajes para naves espaciales. Como se podría esperar de ellos, son completamente opacos para todas las longitudes de onda excepto para el visible (visible para cada especie en concreto, así, los humanos no verán en el mismo rango de longitudes de onda que los kzin, por ejemplo), para la gravedad y para las fuerzas de marea. Son solo ligeramente dañados por la antimateria. También pueden proyectar un campo de estasis o campo estático.
El único método conocido para destruir un fuselaje de Productos Generales es bombardearlo intensamente con antimateria. En el cuento "Flatlander", un fuselaje de PG es accidentalmente expuesto a un flujo constante de antimateria procedente de un sistema solar exótico. Así, mientras un fuselaje de metal humano se habría desintegrado en forma de fotones gamma de alta energía, dicho fuselaje fue solo ligeramente dañado. Esto se debe al hecho de que un fuselaje PG está compuesto de una única y gigantesca molécula, extremadamente compleja. Una vez que la suficiente cantidad de átomos se han desintegrado, la molécula pierde su estabilidad y se transforma en otra serie de moléculas menores, menos resistentes, y átomos sueltos. Esto, obviamente, causa la destrucción del fuselaje de forma instantánea. Afortunadamente, el piloto de la nave era lo suficientemente paranoico como para llevar puesto un traje espacial, lo cual le permitió escapar, junto al dueño de la nave.

### Política exterior
El principio básico de la política exterior de los titerotes consiste en intentar controlar el universo circundante para asegurarse su propia seguridad. Ya que los titerotes se exponen al riesgo lo mínimo posible, intentan usar otros seres para sus propósitos, usando una combinación de sobornos y chantajes para asegurarse su cooperación. El chantaje no se considera inmoral para un titerote, y estos han establecido un código de conducta alrededor de dicha práctica, por lo que es perfectamente seguro para el chantajista y la víctima, ya que el chantajista debe entregar todas las pruebas en contra de la víctima y someterse a un vaciado parcial de memoria, por lo que no puede traicionar el acuerdo entre ambos. Los titerotes usan otras formas de manipulación personal; por ejemplo, los titerotes que han tratado con machos humanos usan una seductora voz femenina, y el titerote Nessus lleva implantado un tasp, un dispositivo que estimula directamente el centro cerebral del placer, para condicionar subliminalmente a su víctima.
En Mundo Anillo, se revela que el gobierno Titerote ha interferido en la evolución kzinti y humana. Los Titerotes provocaron una serie de guerras entre los humanos y los kzinti, asegurando siempre la victoria humana, a partir del empleo de una serie de naves espaciales que atrajeron a los Exteriores, raza que vendió a los humanos las naves superlumínicas, las cuales aseguraban superioridad bélica sobre los kzinti. Esto provocó una rápida evolución kzinti, ya que los más agresivos e indeseables kzinti iban a la guerra, muriendo y quedando solo los más dóciles e inadaptados al combate, hasta el punto de eliminar virtualmente su innato instinto bélico y agresividad.
Otro experimento titerote fue el Proyecto Humano Afortunado. Los titerotes concluyeron que la característica humana más notable era la suerte, y decidieron mejorarla. Manipulando la política humana mediante las tradicionales técnicas de soborno y chantaje, consiguieron que los humanos instauraran una "lotería reproductiva" sobre el año 2650, influyendo en la genética humana. Las cuestiones demográficas de entonces eran controladas por el Panel de Fertilidad de Naciones Unidas, así que en principio solo los más afortunados serían capaces de reproducirse. El personaje Teela Brown, quien viaja a Mundo Anillo, es un producto exitoso de dicho experimento, al ser hija de seis generaciones consecutivas de reproducciones por lotería. Así que se la llevaron a Mundo Anillo, convencidos de que ella regresaría sana y salva, sin tener en cuenta lo que les ocurriría a sus compañeros expedicionarios.

## Su mundo, la Flota de los Mundos
La localización del mundo originario de los titerotes fue una gran incógnita. Ningún ser en el Espacio Conocido fuera de los titerotes conocía su localización, a pesar de las múltiples expediciones de búsqueda que se intentaron. Los titerotes están dispuestos a pagar grandes cantidades de dinero para que se impida la difusión de dicho conocimiento. En 2641, se descubrió que su mundo original no tenía lunas, ya que los fuselajes de Productos Generales no eran opacos a las fuerzas de marea, de lo cual se dedujo que no las conocían. Este hecho aparece en la novela de Niven "Neutron Star".
Los Titerotes han modificado su mundo originario de una manera bastante drástica, debido a problemas como la sobreindustrialización y el calentamiento global, el cual estaba haciendo su mundo inhabitable a marchas forzadas. Alejaron su planeta original de su Sol, para reducir dicho calentamiento. La sobreindustrialización provocó que tuviesen que buscar cuatro planetas extra, para usarlos como planetas granja, y situaron los cinco planetas, sin el Sol, en una formación pentagonal conocida como Roseta de Klemperer.
Con el tiempo, su Sol, una enana amarilla, se convirtió en gigante roja, así que tuvieron que mover su Flota de Mundos a su Nube de Oort. Esta fue la causa de la exitosa ocultación de su planeta original. Entonces se dedicaron a buscar una enana amarilla adecuada. Su evolución en una enana amarilla explica su comodidad en planetas como la Tierra.
En el cuento "At the Core", Beowulf Shaeffer, quien hizo el descubrimiento de la transparencia de los fuselajes a las fuerzas de marea, descubre que el núcleo galáctico está explotando. Este hecho provoca el Éxodo Titerote, donde la Flota de los Mundos se aleja a casi la velocidad de la luz rumbo a la Nube de Magallanes, con la esperanza de que, cuando la explosión les alcance, habrán desarrollado medios para protegerse. Éste éxodo provoca un crash económico de proporciones inimaginables en la economía humana; en el año 2864 abandonan la esfera de 60 años-luz conocida como Espacio Conocido.